# Stieg Larsson-priset

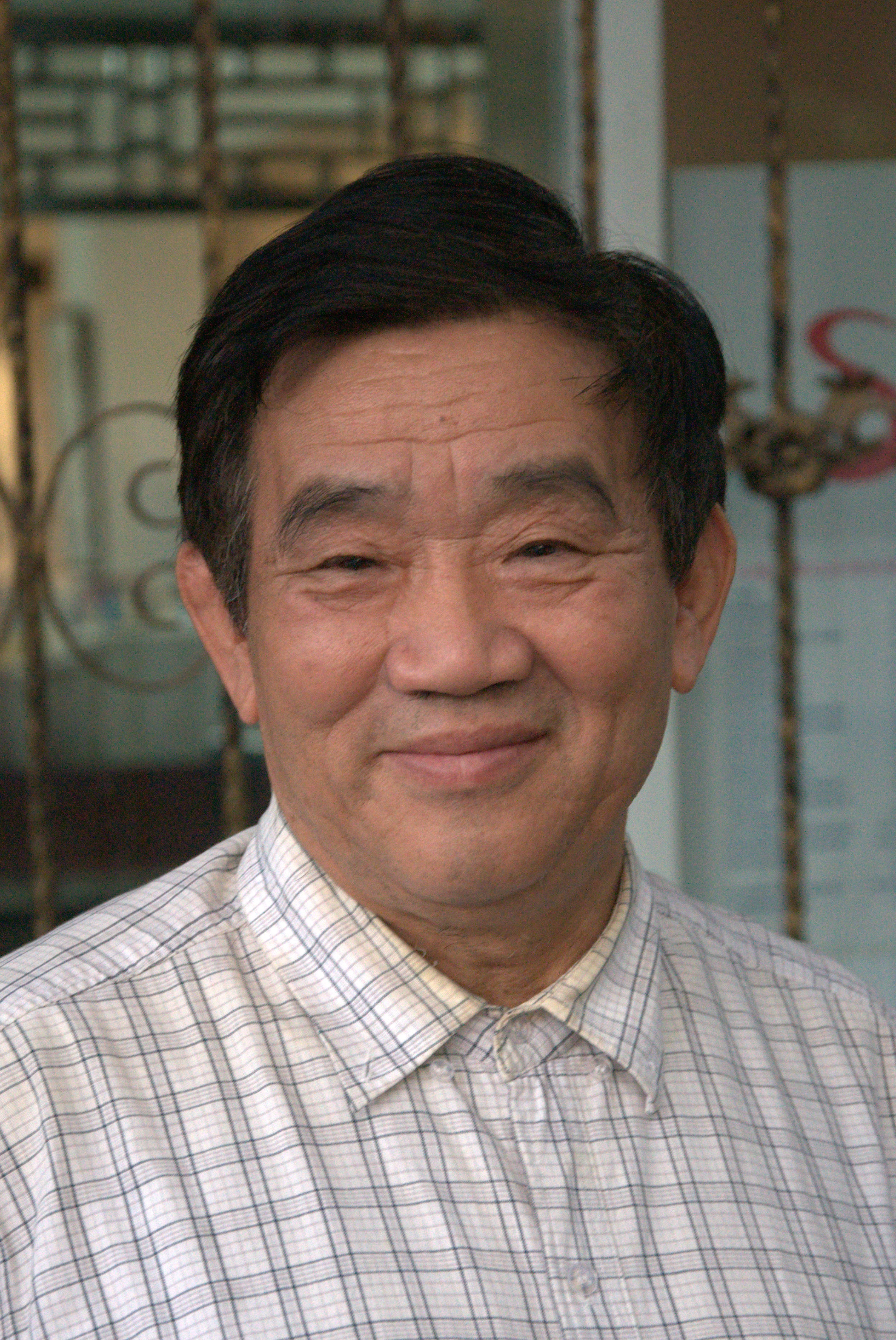
Yang Jisheng, pristagare 2015

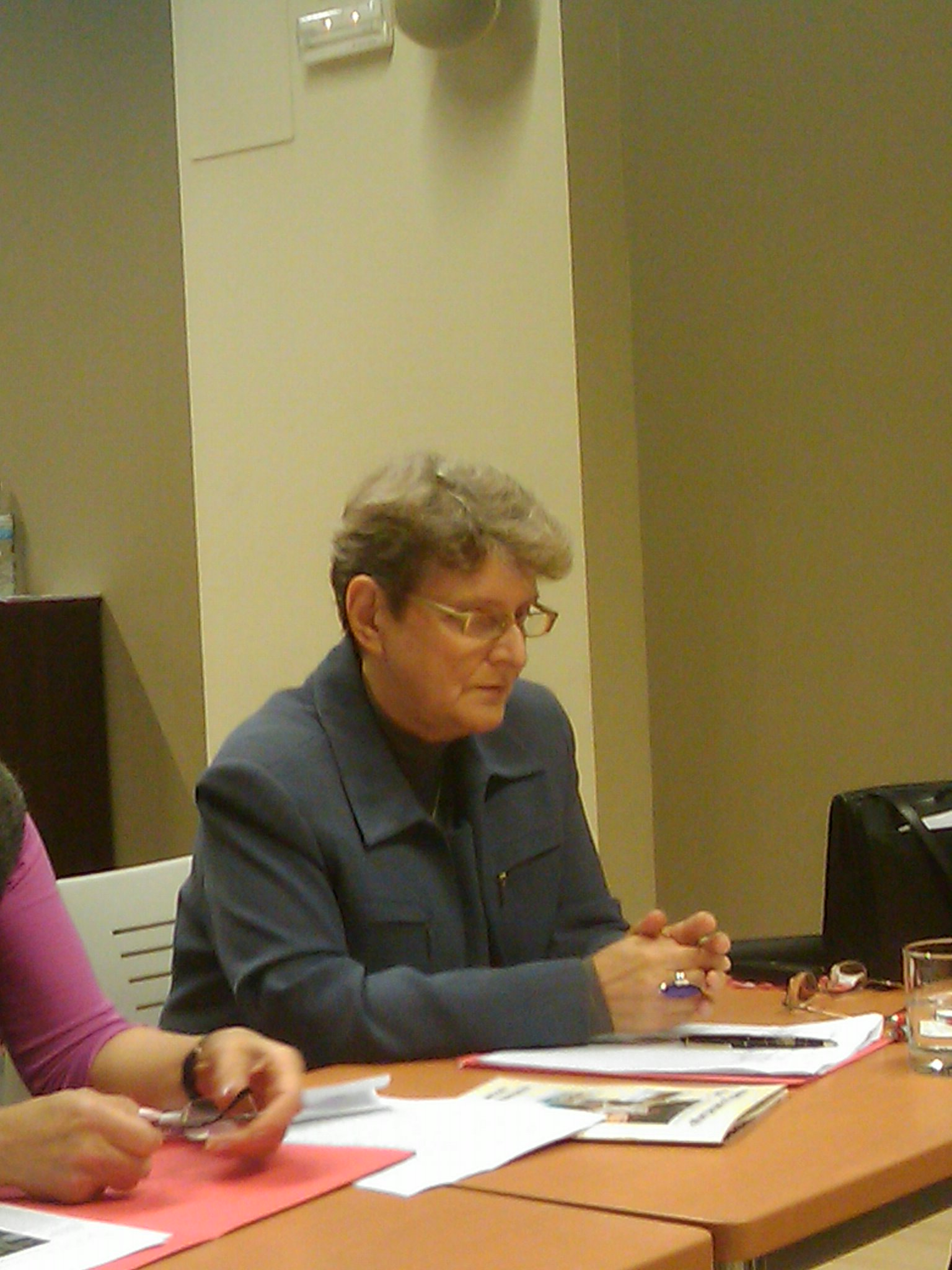
Svetlana Gannusjkina, pristagare 2013

Stieg Larsson-priset är ett svenskt privat pris för främjande av demokrati och mänskliga rättigheter, som delats ut årligen sedan 2009. Priset har instiftats av förlaget Norstedts tillsammans med Stieg Larssons far Erland Larsson och hans yngre bror Joakim Larsson. Det delas ut till en person eller organisation som verkar i Stieg Larssons anda. Priset är på 200 000 kronor.

## Pristagare
- 2009 Tidningen Expo
- 2010 Anne Sjögren, svensk sjuksköterska, en av initiativtagarna till och verksam inom Rosengrenska stiftelsens hjälpverksamhet för vård av papperslösa i Göteborg[1]
- 2011 Vilma Núñez de Escorcia, människorättsaktivist från Nicaragua
- 2012 Maryam Al-Khawaia, människorättsaktivist från Bahrein
- 2013 Svetlana Gannusjkina, rysk matematikprofessor och människorättsaktivist
- 2014 Thomas Hammarberg och Soraya Post
- 2015 Yang Jisheng, kinesisk journalist och författare
- 2016 Jac Sm Kee, forskare och feminist från Malaysia
- 2017 Claudia Dantschke, tyska som arbetar för att avradikalisera ungdomar i radikalislamistiska grupper
- 2018 Carole Cadwalladr, brittisk journalist